# 펄롱
펄롱(영어: furlong)은 영미 단위계에서 쓰는 길이의 단위이다. 1펄롱은 8분의 1 마일, 201.168미터, 10 체인에 해당한다. 영어권 내에서도 정확한 길이는 조금씩 다르다.
특히 경마, 측량에서 쓰이는 길이 단위로 220 야드에 해당한다.